# Alex Felipe Nery
Alex Felipe Nery (født 14. august 1975) er en tidligere brasiliansk fodboldspiller.
Han har spillet for flere forskellige klubber i sin karriere, herunder Ventforet Kofu.